# Catherine Crozier
Catherine Crozier (Hobart (Oklahoma), 18 juli 1914 – Portland (Oregon), 19 september 2003) was een Amerikaans organiste met internationale reputatie.

## Opleiding en leerkracht
Crozier studeerde orgel aan de Eastman School of Music in Rochester (New York) bij Harold Gleason, met wie ze later trouwde. In 1936 behaalde ze haar bachelorgraad en in 1941 haar masters, samen met het 'Performer’s Certificate' en het prestigieuze 'Artist’s Diploma'.
In 1939 gaf ze al les en ze zou opklimmen tot voorzitter van het orgeldepartement van de Eastman School. Dochter van een presbyteriaanse dominee, werd ze ook organiste van de Knowles Memorial Chapel.
Crozier was een populaire lerares, een nauwgezette academica en een vaak gevraagd jurylid. Ze was een van de juryleden tijdens de eerste internationale orgelwedstrijd die in 1964 in het kader van het Festival Musica Antiqua in Brugge werd georganiseerd. Bij die gelegenheid gaf ze een concert op het orgel van de Sint-Salvatorskathedraal en speelde werk van Nicolas de Grigny, Johann Sebastian Bach en drie hedendaagse componisten, Hugo Distler (1908-1942), Olivier Messiaen (1908-1992) en Leo Sowerby (1895-1968).
Ze was een voorvechter voor het uitvoeren van werk van hedendaagse componisten en raadpleegde ze vaak over de gewenste interpretatie.

## Concerten
Haar eerste publiek concert gaf ze in 1941 op de Nationale Conventie van de American Guild of Organists. Sindsdien concerteerde ze zowel solo als met orkest, in de Verenigde Staten, Canada en Europa. Ze concerteerde onder meer met de New York Philharmonic, de Rochester Philharmonic Orchestra en de Musica Aeterna Orchestra van New York.
In 1962, was ze een van de drie organisten die het inauguratieconcert speelden op het grote orgel in Lincoln Center’s Avery Fisher Hall. Ze was daar en elders een voorloper, aangezien toen zeer weinig vrouwen op het orgel concerteerden.
Toen ze 80 werd gaf ze een solo recital, zonder partituur, in Crystal Cathedral, Garden Grove (Californië). Toen ze 85 werd gaf ze een concert in de First Congregational Church in Los Angeles.
Vanaf 1993 tot aan haar dood was ze 'artist in residence' in de Trinity Episcopal Cathedral in Portland, waar ze vaak speelde tijdens kerkdiensten.
Pas in het jaar 2000 plaatste ze een eindpunt achter haar drukke concertleven. Ze was toen bijna 87.

## Publicatie
Haar echtgenoot Harold Gleason (1892-1980), publiceerde in 1937 een Method of Organ Playing, waarvan vaak herwerkte nieuwe uitgaven werden gepubliceerd, waar Catherine Crozier aan meewerkte. Na de dood van haar man, bezorgde ze nog verschillende nieuwe uitgaven.

## Discografie
- Opgave van grammofoonplaten met interpretaties door Catherine Crozier

## Eerbetoon
Haar meer dan zestig jaar lange carrière als organiste die vaak op tournee ging, met de grote bekendheid die ze er bij verwierf, leverde haar de naam op van 'First Lady of the Organ' in de Verenigde Staten. Haar werd vaak eer betoond. Zo ontving ze:
- de International Performer of the Year Award, uitgereikt door de New Yorkse afdeling van de American Guild of Organists (1979),
- de Eastman's Alumni Achievement Award,
- de University of Rochester's Citation.
- Ze ontving een eredoctoraat van Smith College, Baldwin-Wallace College, University of Southern Colorado en Illinois College.
- In 2000 ontving ze een eredoctoraat van haar eigen universiteit, 'in recognition of her distinguished career as a virtuoso, teacher, and scholar'.